# Think Tank (álbum)
Think Tank es el séptimo álbum de estudio de la banda de rock inglesa Blur, lanzado el 5 de mayo de 2003. Continuando con las construcciones de estudio basadas en jam del álbum anterior del grupo, 13 (1999), el álbum amplió el uso de loops rítmicos muestreados y melancólico, pesado sonidos electrónicos. También hay fuertes influencias de la música dance, hip hop, dub, jazz y música africana, una indicación de los intereses musicales en expansión del compositor Damon Albarn. 
Las sesiones de grabación comenzaron en noviembre de 2001, tuvieron lugar en Londres, Marruecos y Devon, y terminaron en en abril de un año después. El productor principal del álbum fue Ben Hillier con producción adicional de Norman Cook (Fatboy Slim) y William Orbit. Al comienzo de las sesiones, el guitarrista Graham Coxon había estado en rehabilitación por alcoholismo. Después de volver a unirse, las relaciones entre él y los otros miembros se volvieron tensas. Después de las sesiones de grabación iniciales, Coxon se fue, dejando poco de su presencia en el álbum terminado. Este es el único álbum de Blur que no incluye a Coxon como miembro a tiempo completo; regresó a la banda para su próximo álbum The Magic Whip (2015).
Think Tank es un álbum conceptual suelto, que Albarn ha declarado que trata sobre «amor y política». Albarn, un pacifista, se había pronunciado contra la invasión de Afganistán y, después de que las naciones occidentales amenazaran con invadir Irak, participó en las protestas generalizadas contra la guerra. Los temas antibélicos son recurrentes en el álbum, así como en las ilustraciones y videos promocionales asociados.
Después de filtrarse a Internet en marzo, Think Tank fue lanzado el 5 de mayo de 2002 y entró en la lista de álbumes del Reino Unido en el número uno, lo que lo convierte en el quinto álbum de estudio consecutivo en alcanzar el primer puesto. Posteriormente, el álbum fue certificado como Oro. Think Tank también alcanzó el top 20 en muchos otros países, incluidos Austria, Suiza, Alemania, Noruega y Japón. Fue su álbum más alto en las listas de Estados Unidos, alcanzando el número 56 en el Billboard 200. El álbum produjo tres sencillos, que se ubicaron en el número 5, el número 18 y el número 22 respectivamente en la lista de singles del Reino Unido. Después del lanzamiento del álbum, Blur anunció una gira mundial con Simon Tong reemplazando a Coxon.

## Trasfondo
Aunque Blur se había asociado con el movimiento Britpop, habían experimentado con diferentes estilos musicales más recientemente, comenzando con Blur (1997) que había sido influenciado por bandas de indie rock bajo la sugerencia del guitarrista Graham Coxon. Desde mediados hasta finales de la década de 1990, los miembros habían estado trabajando en otros proyectos además de Blur: Albarn había co-creado Gorillaz, una banda virtual en 1998 con el dibujante de cómics Jamie Hewlett, a quien Albarn había conocido a través de Coxon. El álbum debut de Gorillaz en 2001 fue un éxito financiero y recibió elogios de la crítica. Desde que compuso la canción de Blur, «You're So Great», Coxon había comenzado una carrera en solitario y en 2001 había lanzado tres álbumes en solitario. Los diferentes intereses musicales de los miembros habían alejado a algunos de los miembros de la banda, con Coxon explicando, «todos estamos muy preocupados el uno por el otro y realmente nos gustamos muchísimo. Debido a que estamos en cosas tan diferentes, se vuelve desalentador». Sin embargo, Coxon, junto con Alex James y Dave Rowntree estaban ansiosos por un nuevo álbum, mientras que Albarn era más reacio.
El álbum anterior de Blur, 13, había hecho un uso intensivo de la música electrónica y experimental con la guía del productor William Orbit. A pesar del éxito del álbum y sus sencillos asociados, el sonido general del álbum se consideró «deliberadamente poco comercial» en comparación con sus esfuerzos anteriores. A pesar del paisajismo musical más amplio en el que participaba Blur, Albarn dijo en una entrevista de enero de 2001 que quería hacer un álbum más accesible nuevamente, y dijo: «Estoy tratando de volver al tipo de estética de composición que tenía en (álbum de éxito) Parklife. No se organizarán de la misma manera, solo serán canciones accesibles al público». También explicó su razonamiento para este enfoque, afirmando que «es demasiado complicado ser algo diferente a la corriente principal con Blur. Ahí es donde pertenece. Todavía sentimos que la corriente principal en Gran Bretaña no está lo suficientemente representada por músicos inteligentes».
Después de los ataques del 11 de septiembre, se lanzó una serie de controvertidas campañas militares, conocidas como Guerra contra el Terror. En noviembre de 2001, poco después de la Invasión de Afganistán, los MTV Europe Music Awards se llevaron a cabo en Frankfurt, donde Gorillaz ganó un premio a la Mejor Danza. Mientras Albarn y Hewlett subían al escenario para dar un discurso, Albarn lucía una camiseta con el logotipo de Campaign for Nuclear Disarmement. En el discurso de Albarn, dijo: «Así que, al diablo con la música. Escuchen. Vea este símbolo aquí, [señalando la camiseta], este es el símbolo de la Campaña por el Desarme Nuclear. Bombardear uno de los países más pobres del mundo está mal. Tienes una voz y tienes que hacer lo que puedas al respecto, ¿de acuerdo?».
En 2002, Irak estaba bajo la amenaza de una invasión de las naciones occidentales. Oposición del público llevó a Protestas contra la guerra de Irak organizadas por varias organizaciones. Albarn, quien se ha descrito a sí mismo como anti-guerra, se pronunció contra la invasión, citando la falta de proceso democrático como un problema. Los puntos de vista pacifistas se habían compartido con los padres y abuelos de Albarn. Su abuelo, Edward Albarn, había muerto después de hacer una huelga de hambre el año anterior.
Albarn se asoció con Robert «3D» Del Naja de Massive Attack y varias campañas para crear conciencia sobre los peligros potenciales de la participación del Reino Unido en la guerra. Albarn iba a hablar en Hyde Park en el mitin de marzo de 2003 cuando un millón de personas salieron a las calles de Londres en protesta por la inminente guerra. En el evento, estaba demasiado emocionado para pronunciar su discurso.

## Grabación

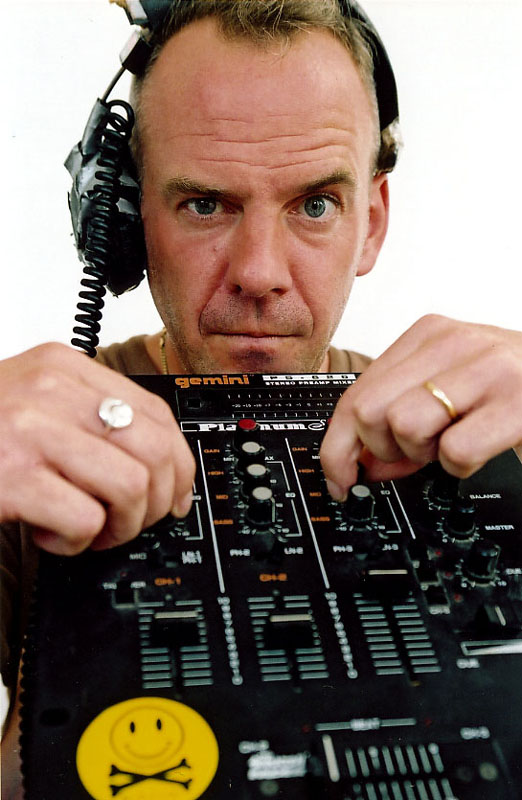
Norman Cook (a menudo conocido como Fatboy Slim) produjo los temas "Crazy Beat" y "Gene By Gene"

Las sesiones de grabación para Think Tank comenzaron en noviembre de 2001 en el Estudio 13 de Albarn en Londres. Albarn, James y Rowntree habían venido al estudio junto con Ben Hillier, quien explicó que «al principio había tensión. Alex había hecho un comentario despectivo sobre Gorillaz en la prensa, pero había un 'jódete' y un 'jódete' y todos eran compañeros de nuevo, excepto por el hecho de que Graham faltaba". Durante 2001, Coxon había estado luchando contra el alcoholismo y la depresión, y no se presentó a la sesión inicial. A pesar de la ausencia de Coxon, el resto de la banda decidió empezar a grabar sin él.
En enero de 2002, el resto de la banda estaba grabando principalmente demos que Albarn había comenzado en un cuatro pistas y posteriormente transferido a Logic con los ingenieros internos de 13, Tom Girling, Jason Cox y su asistente, James Dring. Coxon se reincorporó al resto de la banda para las sesiones de grabación en febrero y mayo de 2002, con el conocimiento previo de que sería "tenso en el estudio". Coxon pasó lo que describió como "tardes incómodas", contribuyendo en las pistas "Battery in Your Leg", "The Outsider", "Morricone" y "Some Glad Morning", con solo el primero de ellos terminando en el álbum final. Coxon dejó la banda después de estas sesiones de grabación. Los miembros restantes de Blur decidieron seguir grabando, Albarn afirmó que "el espíritu de Blur era más importante que los individuos".
En junio, la banda volvió al estudio, haciendo "seguimiento, sobregrabaciones y reelaboración de lo que ya habíamos hecho, y todo el tiempo aparecían nuevas canciones, creo que teníamos 28 de ellas en un momento". Albarn deseaba tener varios productores involucrados en el álbum, queriendo involucrar a un "productor de nombre". Albarn había estado previamente en conversaciones con Norman Cook, comúnmente conocido como Fatboy Slim, para participar oficialmente, aunque originalmente quería contribuir "solo con comentarios y nada más". Albarn finalmente lo invitó a intentar trabajar con la banda. Hillier y la banda también pasaron tiempo trabajando con otros productores, incluidos The Dust Brothers, mientras que The Neptunes también participaron en un momento.
En agosto, los miembros restantes de Blur, junto con Hillier, viajaron a Marruecos. James publicó una declaración en el sitio web de la banda diciendo: "Supongo que la idea en el fondo de esto es escapar de cualquier gueto en el que estemos y liberarnos yendo a un lugar nuevo y emocionante". La banda se instaló en Marakesh, donde equiparon un antiguo granero con un estudio. Albarn afirmó que la mayoría de las letras del álbum fueron escritas "bajo un ciprés en Marruecos". Las sesiones en Marrakech produjeron "Crazy Beat", "Gene by Gene" y "Moroccan Peoples Revolutionary Bowls Club". Las sesiones vocales tuvieron lugar en este momento. Mientras estaba en Marruecos, Albarn escribió una canción sobre Cook y su pareja, Zoë Ball, que estaban teniendo problemas con su relación. La canción comenzó como una sesión de improvisación, y finalmente evolucionó a "Put It Back Together", que terminó en el cuarto álbum de estudio de Fatboy Slim, Palookaville, que se lanzó en octubre de 2004. Después de que la banda regresara de Marruecos, las sesiones restantes se llevaron a cabo en un granero en tierras de National Trust en Devon.
William Orbit, que fue el productor principal de 13, también participó en la producción del álbum, y Hillier afirmó que "enviamos un par de melodías a William para que las trabajara en su estudio, trabajando las 24 horas en un entorno informático como él lo hace. Es un chiflado y trabaja toda la noche. Fue una yuxtaposición bastante interesante, nosotros haciendo horas de oficina y luego yendo a ver a William después del trabajo, ¡justo cuando se levantaba!". De las producciones de Orbit, "Sweet Song" terminó en el álbum. La ausencia de Coxon también reforzó el papel de Alex James y Dave Rowntree, quienes proporcionaron coros a lo largo del álbum. Rowntree también tocó la guitarra eléctrica en "On the Way to the Club" y proporcionó un rap en una versión demo de "Sweet Song". Una orquesta marroquí aparece en el sencillo principal, "Out of Time".

## Estilo musical
A pesar de que Albarn declaró que originalmente quería volver a su sonido más comercial, Think Tank continúa las construcciones de estudio basadas en jam del álbum anterior 13. El álbum amplió el uso de loops rítmicos muestreados y sonidos electrónicos pesados e inquietantes. Casi completamente escrito por Albarn, Think Tank puso más énfasis en los coros exuberantes, la guitarra acústica simple, la batería, el bajo y una variedad de otros instrumentos.
"Sabíamos que teníamos que volver con lo mejor que habíamos hecho", observó James. "Creo que lo es. ¡Es una mierda de siguiente nivel!".
Como muchos de los álbumes anteriores de Blur, Think Tank es un álbum conceptual suelto. Albarn ha declarado que es un álbum sobre "amor y política", afirmando que "[La inquietud] obliga a las personas a valorar lo que tienen. Y eso, con suerte, pagará dividendos y ayudará a cambiar el mundo. a un lugar mejor. Por suerte. Toca madera". Albarn también dijo que el álbum trata sobre" qué se supone que debes hacer como artista además de expresar lo que sucede a tu alrededor". Algunas de las canciones están preocupados por una sensación de paranoia y alienación en la cultura de los clubes británicos.[cita requerida] Damon también citó la música punk rock, en particular The Clash, como inspiración.
La pista de apertura del álbum, "Ambulance", comienza con un complejo ritmo de batería. Sam Bloch, de Stylus Magazine, elogió la introducción de la canción y describió el ritmo como "una sinapsis rítmica poco convencional que casi colapsa sobre sí misma [...] Tambores electrónicos pesados. Un destello. Una patada. Al principio, es realmente difícil de creer que esto sea una canción que funciona por sí sola. El ritmo necesita muletas para mantenerse erguido ". Devon Powers de Pop Matters escribió que" los primeros compases [...] están llenos de ritmos palpitantes que suenan a la vez futuristas y primitivos". Bloch continuó escribiendo: "cuando un bajo grave y atronador entra en los altavoces [del oyente], todo crece lentamente. La percusión africana distintiva se incorpora pausadamente en el tono del bajo: es la oscuridad en una tormenta, lo puro, lo simple furia que se antepone a un glorioso relámpago".
A las 0:52 entra la voz principal de Albarn, repitiendo la letra "No tengo nada que temer" en un falsete "vaporoso". Esto se acompaña de un ritmo de bajo "lánguido" y coros descritos por Bloch como "punzantes de gospel", así como una línea de saxo barítono descrita por Powers como "[cortante] debajo de los coristas, en ángulo, así que peculiar, parece que Morphine podría haberlo tocado". Cuando Albarn dice la siguiente línea ("porque te amo"), se activa un sintetizador, descrito por stylus como "ilustre", "de otro mundo" e "inundando el paso mortal de la canción. Pero dentro de esta muerte hay amor. Albarn hace así de claro en la estructura de esta canción". En las siguientes líneas vocales de Albarn, abandona el falsete en "su monótono balanceo bajo". Powers dijo que "canturrea, descuidadamente, casi como si fuera un estilo libre. Las cosas cambian de nuevo. Siguen cambiando". Powers especuló que la canción trataba sobre el amor, pero dijo que "también es una introducción adecuada a un disco que es una desviación tan extrema de su trabajo anterior, y tan drásticamente abandonado el campo del garaje y el post-punk y el poprock de fácil acceso que actualmente empapa las ondas".
En una entrevista de radio de XFM, Albarn habló sobre la composición de la pista y dijo: "Intento hacer muchas cosas una vez que tengo la melodía y la estructura de acordes. Intento cantarla de una vez sin pensar en Es demasiado. Sale una especie de canción parcialmente formada y, a veces, tienes suerte y sale casi perfecta y, a veces, es un desastre". Afirmó que se trataba de un caso de lo primero. James dijo que "Ambulance" fue "la primera canción que pensé, esto es Blur de nuevo. Como si estuviera en el lugar correcto de nuevo. Supongo que la letra tiene algo que ver con eso, ya sabes, no tener nada que temer de más".
Greenwald afirmó que "Out of Time" fue "lo más destacado del álbum". Greenwald describió la canción como "empapada de fracasos" y "increíblemente encantadora", y agregó que "captura a la perfección el revoltijo de belleza y pavor que define la vida bajo la alerta naranja". "¿Se nos acaba el tiempo?", Pregunta Albarn, desesperado por una última marcha por la paz o un último beso". Powers describió la canción como "una balada mucho más sencilla y rápida [en comparación con la canción anterior]. Lo dominante en la pista son las voces sin adulterar de Albarn y la batería constante y simplista, pero más allá de eso hay ruidos etéreos, difíciles de identificar. en medio de la pista, un grupo de cuerdas andaluces asoma la cabeza, al igual que una pandereta".
"Crazy Beat" se comparó con Song 2 del álbum homónimo de la banda. XFM describió la canción como "Fatboy Slim se encuentra con el punk rock de Oriente Medio ... rockero enérgico y punk-out. Pero por mucho que esta canción pueda atraer al conjunto neo-bricolaje, con su coro nervioso y su melodía animada, Blur es cualquier cosa pero. Si hay algo por lo que Blur es conocido, es por mucha, mucha, mucha producción. Norman Cook (también conocido como Fatboy Slim), construye este número con toneladas de sonido, por lo que siempre hay otro nivel activo por descubrir". Según Albarn, la canción "comenzó de una manera muy diferente. Lo más parecido a lo que podría compararla es una versión realmente mala de Daft Punk. Así que nos cansamos y luego pusimos esa línea de guitarra descendente sobre ella para un poco más rudo". También dijo "Tenía una especie de voz loca de vocoder y la melodía estaba sobre una especie de surco skanky real y solo esta guitarra semi tonal casi descendente. La melodía funcionó sobre ella y fue increíble porque no debería haber funcionado, otro pequeño momento mágico para nosotros".
Powers afirmó que "los mejores momentos de este álbum son aquellos en los que los estilos Vintage Blur se evocan con nueva experiencia. El serpenteante" Good Song "es un hermoso ejemplo. La punción de la guitarra acústica se combina con una batería templada y una contramelodía de bajo suave y constante. . El canto de Albarn se encuentra principalmente en su rango medio, cayendo tan fácilmente como el aliento. Las armonías vocales de fondo distintivas están ahí para alegrar la pista, pero su naturaleza silenciosa no desciende a la campiña. Lo que también es nuevo es el uso experto de la electrónica. ruidos y redobles para engordar el sonido ". Albarn dijo "bueno, originalmente se llamaba 'De La Soul' en nuestra enorme lista de canciones, ideas a medio terminar. Se llamaba 'De La Soul, ya sabes, hasta el final. Y yo siempre pensé que era una buena canción". y simplemente la llamé 'Good Song'. Me encanta, me encanta el tipo de intimidad que tiene y creo que todos realmente tocaron con suavidad, las melodías. Fue una buena melodía".
"On The Way to the Club" fue descrito por Albarn como "una canción de resaca que escribimos de vez en cuando". Albarn también dijo que "definitivamente tiene un sonido muy individual. Alguien dijo que es una especie de Screamadelica revivida. Sí, es una especie de buenas intenciones en las que participas en la juerga y luego en realidad la realidad".
"Brothers and Sisters" fue una de las últimas incorporaciones al álbum. "Fue una especie de pista que tomó una dirección bastante diferente durante la mayor parte de su vida", dijo Rowntree. "... Y luego, justo al final, cambiamos y lo tomamos en una dirección diferente, no estaba tan oscuro". "Se parecía más a The Velvet Underground cuando empezamos", afirmó Albarn. "Se trataba demasiado abiertamente de una cosa. Era demasiado drogadicto, en cierto modo, lo cual es algo extraño, porque la canción trata sobre las drogas, así que creo que nos esforzamos un poco más y le dimos un toque Mucho más espacio - contrarrestado por la lista y la lista se inspiró en la vida de JFK y su necesidad de tener 28 medicamentos todos los días de su presidencia solo para mantenerlo funcionando".
Albarn describió "Caravan" como "una especie de canción que podías tocar en cualquier lugar. Y me refiero a que recuerdo que acabamos de terminarla y cuando todos se fueron para regresar a Londres, fui a Mali por un par de días porque Honest Jon's [estábamos] todavía trabajando con músicos y esas cosas. Estaba sentado en un bosque de mangos con un pavo salvaje y tenía un pequeño reproductor de CD y lo puse allí. Fue agradable ver a todos los que estaban sentados drogándose. Fue agradable , porque la guitarra está muy, muy inspirada en Afel, una gran tradición maliense de guitarra de blues"."Creo que esta es sobre la puesta de sol, para mí ", afirmó James. "Fue como un momento de estudio perfecto; sentarse en lo alto de un extraño granero en el desierto marroquí escuchando a Damon hacer una voz y era un momento del día perfectamente quieto y el sol estaba perfectamente rojo y había una inmensa sensación de calma y esta música".
Albarn afirmó que "Sweet Song" se inspiró en Coxon. Al explicar el hábito de poner 'canción' en el título, Albarn dijo que era "otra cosa africana que aprendí. Llaman cosas como 'Canción del árbol'. Ya sabes a qué me refiero; le dan algo bastante simple No lo es, no tiene mucha agenda, se ofrece como una buena música para todos y eso es algo que ha cambiado enormemente en mi vida, ya no veo la propiedad de las cosas con tanta fuerza."
Hay una pista oculta, "Me, White Noise" en el pregap antes de la pista 1 en algunas copias de CD. El invitado de la canción presenta a Phil Daniels, quien apareció anteriormente en Parklife, en la voz. Las versiones japonesas del álbum incluyen la canción en la pista 30, después de las pistas silenciosas en los puntos de índice 15-29. En la edición Blur 21, la pista oculta se coloca después de unos minutos de silencio al final de la última pista.
El caso contiene el logo parental en algunas regiones, porque "Brothers and Sisters" contiene muchas referencias a drogas. Además, la pista oculta "Me, White Noise" es una de las pocas canciones de Blur que contiene un improperio.

## Arte
La portada del álbum fue estampada por el artista de graffiti Banksy. A pesar de que Banksy afirmó que normalmente evita el trabajo comercial, luego defendió su decisión de hacer la portada, diciendo: "He hecho algunas cosas para pagar las facturas, e hice el álbum Blur. un buen historial y [la comisión fue] bastante dinero. Creo que es una distinción muy importante que hacer. Si es algo en lo que realmente crees, hacer algo comercial no lo convierte en una mierda solo porque es comercial. De lo contrario, Tengo que ser un socialista que rechaza el capitalismo por completo, porque la idea de que puedes unir un producto de calidad con una imagen de calidad y ser parte de eso, aunque sea capitalista, a veces es una contradicción con la que no puedes vivir. Pero a veces es bastante simbiótico, como la situación de Blur". La portada del álbum se vendió en una subasta en 2007 por £75,000. El folleto desplegable del álbum presenta el texto "Celebrity Harvest", que era el nombre de trabajo de una película de Gorillaz propuesta, pero finalmente deshecha.
La obra de arte del álbum de Green Day de 2009, 21st Century Breakdown, se comparó con la portada de Think Tank. Sin embargo, el artista de portada, Sixten, afirmó que la pareja de la portada eran "solo amigos de un amigo en una fiesta en Eskilstuna, Suecia" y explicó que un amigo en común tomó una foto de la pareja besándose.

## Lanzamiento
Antes del lanzamiento oficial del álbum, se filtró a Internet. Rowntree dijo "Preferiría que brotara"  y "soy rabiosamente a favor de Internet y tanta gente como sea posible escuchando nuestros álbumes. Si no hubiera sido filtrado por alguien, probablemente lo habríamos filtrado nosotros mismos". Albarn especuló que la filtración ayudó a la recepción de sus shows en vivo, debido a que la letra de las canciones era más familiar para la audiencia.

### Rendimiento comercial
El álbum debutó en los EE. UU. En el número 56 con ventas de 20,000 en la primera semana, convirtiéndose luego en el pico más alto de cualquier álbum de Blur en los EE. UU. Ha vendido 94.000 copias en los EE. UU. Hasta abril de 2015.
En el Reino Unido, el álbum debutó en el primer lugar, convirtiéndose en su quinto álbum número uno consecutivo. El álbum permaneció en el top 10 durante tres semanas y en el top 75 durante un total de ocho semanas, sin la longevidad y el éxito de ventas de sus lanzamientos anteriores.

### Recepción en la crítica
Think Tank recibió críticas en su mayoría positivas. En Metacritic, que asigna una calificación normalizada de 100 a las reseñas de los críticos principales, el álbum recibió una puntuación promedio de 83, lo que indica "aclamación universal", según 26 reseñas. El escritor de Drowned in Sound Andrew Future consideró el álbum como "un verdadero placer de contemplar" y, al mismo tiempo, afirmó que los álbumes anteriores "Blur" y "13" estaban "llenos de arreglos de arranque y experimentalismo fracturado". , describió Think Tank como "exuberante en melodía, fluyendo en electrónica azotada por el viento con una miríada de rimbombante acompañamiento orquestal un minuto, antes de retraerse en capullos de acústica melancólica y agrupada al siguiente". Playlouder calificó el álbum como "un disco extraordinario que traspasa los límites y establece nuevos estándares". "Las pistas impulsadas por el ritmo", observó Steve Lowe en Q, "se desvían hacia la línea artística, de chico blanco con beatbox de Talking Heads y The Clash (en realidad, el hip-pop bajo de 'Moroccan Peoples Revolutionary Bowls Club' incluso recuerda a Big Audio Dynamite). Solo el tedioso y tedioso squib de seis minutos 'Jets' realmente necesita ser recuperado a las tiendas." Sin embargo, Stephen Thomas Erlewine de AllMusic escribió que el álbum "es el sonido de Albarn enloquecido, un desarrollo (quizás inevitable) que incluso los voraces seguidores de Blur temían en secreto que podría arruinar a la banda, y lo ha hecho. " También describió "Think Tank" como un "álbum pésimo" en el que las pocas pistas fuertes están "gravemente afectadas por la ausencia de Coxon".
Según Acclaimed Music, Think Tank es el 995º álbum más aclamado por la crítica de todos los tiempos.
Albarn se volvió crítico con el disco con el tiempo. En 2015, dijo: "Tiene ... algunas cosas realmente apestosas, hay algunas tonterías allí".

### Reconocimientos
Blur recibió una serie de premios y nominaciones por Think Tank. En los Q Awards de 2003, Think Tank ganó el premio al Mejor Álbum. Esta fue la tercera vez que la banda recibió este premio, ya que ganó en 1994 y 1995 por Parklife y The Great Escape respectivamente. Blur también recibió una nominación a Mejor Actuación en el Mundo de Hoy y, junto con Ben Hillier, fueron nominados en la categoría de Mejor Productor. El álbum también ganó en la categoría de Mejor Álbum en los premios South Bank Show en 2004 y fue nominado en una categoría de título similar en los Danish Music Awards el mismo año. Think Tank fue nominado como Mejor Álbum Británico en los 2004 Brit Awards. Los videos promocionales de «Out of Time» y «Good Song» también ganaron varios premios.
A finales de año, The Observer incluyó a Think Tank como el mejor álbum de 2003, y Miranda Sawyer escribió que "Think Tank es el primer álbum cálido de la banda. Han saltado géneros en el pasado, desde holgados hasta mod, pop, grunge y art-rock, pero el sonido siempre se ha mantenido urbano, occidental, genial. Think Tank no es ninguna de estas cosas. Está por todos lados , y ese lugar es extraño. Ruidos raros, instrumentos extraños, voces agudas; sus melodías se enrollan alrededor de tu corazón como humo a la deriva. Llegan desde tierras lejanas; arrastran y filtran su esencia a través de tu vida. Es la materia más peculiar que se queda contigo; la sinfonía arrastrada de "Ambulance"; la maravilla moteada de estrellas de "Caravan"".
| Publicación        | País           | Reconocimineto                    | Año  | Posición |
| ------------------ | -------------- | --------------------------------- | ---- | -------- |
| Bang               | Reino Unido    | Albums of the Year                | 2003 | 3        |
| BBC                | Reino Unido    | Albums of the Year                | 2003 | *        |
| Drowned in Sound   | Reino Unido    | Albums of the Year                | 2003 | 43       |
| Eye Weekly         | Canadá         | Albums of the Year (Critics Poll) | 2003 | 23       |
| Eye Weekly         | Canadá         | Albums of the Year (Writers)      | 2003 | 11       |
| Fnac               | Francia        | The 1000 Best Albums of All Time  | 2008 | 799      |
| Les Inrockuptibles | Francia        | The 100 Albums of the 2000s       | 2010 | 7        |
| Mojo               | Reino Unido    | Albums of the Year                | 2003 | 3        |
| NME                | Reino Unido    | Albums of the Year                | 2003 | 21       |
| NME                | Reino Unido    | Top 100 Albums of the 2000s       | 2009 | 20       |
| The Observer       | Reino Unido    | Albums of the Year                | 2003 | 1        |
| Playlouder         | Reino Unido    | Albums of the Year                | 2003 | 18       |
| PopMatters         | Estados Unidos | Albums of the Year                | 2003 | 7        |
| Q                  | Reino Unido    | Albums of the Year                | 2003 | 2        |
| Q                  | Reino Unido    | Top 100 Albums of the 2000s       | 2009 | 59       |
| Rolling Stone      | Estados Unidos | Albums of the Year                | 2003 | *        |
| Rolling Stone      | Francia        | The 20 Albums of the 2000s        | 2010 | *        |
| Rough Trade        | Reino Unido    | Albums of the Year                | 2003 | 86       |
| Slant Magazine     | Estados Unidos | Top 250 Albums of the 2000s       | 2010 | 145      |
| Spin               | Estados Unidos | Albums of the Year                | 2003 | 16       |
| Uncut              | Reino Unido    | Albums of the Year                | 2003 | 62       |
| Uncut              | Reino Unido    | Top 150 Albums of the 2000s       | 2009 | 22       |

## Gira
Después del lanzamiento del álbum, Blur realizó una gira mundial con el guitarrista y tecladista de The Verve Simon Tong reemplazando a Coxon en la guitarra. Sin embargo, Albarn dijo más tarde que sentía que los shows en vivo eran "basura" y el bajista Alex James admitió que viajar no era lo mismo sin Coxon.
Desde la reunión de Blur con Coxon en 2009, el álbum ha estado en gran parte ausente de las listas de canciones de Blur, con la excepción de "Out of Time" (en un nuevo arreglo con partes de guitarra adicionales de Coxon) y las actuaciones ocasionales de "Battery in Your Leg" en 2009 y "Caravan" en 2015.

## Lista de canciones
Todas las letras de Damon Albarn. Toda la música de Damon Albarn/Alex James/Dave Rowntree excepto donde se indique.
| N.º | Título                                      | Duración |  |
| 1.  | «Ambulance»                                 | 5:09     |  |
| 2.  | «Out of Time»                               | 3:52     |  |
| 3.  | «Crazy Beat»                                | 3:15     |  |
| 4.  | «Good Song»                                 | 3:09     |  |
| 5.  | «On the Way to the Club»                    | 3:48     |  |
| 6.  | «Brothers and Sisters»                      | 3:47     |  |
| 7.  | «Caravan»                                   | 4:36     |  |
| 8.  | «We've Got a File on You»                   | 1:03     |  |
| 9.  | «Moroccan Peoples Revolutionary Bowls Club» | 3:03     |  |
| 10. | «Sweet Song»                                | 4:01     |  |
| 11. | «Jets»                                      | 6:25     |  |
| 12. | «Gene by Gene»                              | 3:49     |  |
| 13. | «Battery in Your Leg»                       | 3:20     |  |

- La canción "Me, White Noise" es una pista oculta colocada en el pregap de la primera pista en las primeras pulsaciones o al final de "Battery in Your Leg" después de unos 90 segundos de silencio en la edición de lujo de 2 CD.

Todas las letras escritas por Damon Albarn excepto donde se indique, toda la música compuesta por Albarn, Alex James, Dave Rowntree excepto donde se indique. 
| Disco 2 (2012) - Think Tank material bonus |                                                            |          |  |
| N.º                                        | Título                                                     | Duración |  |
| 14.                                        | «Money Makes Me Crazy (Marrakech Mix)»                     | 2:53     |  |
| 15.                                        | «Tune 2»                                                   | 3:48     |  |
| 16.                                        | «The Outsider»                                             | 5:14     |  |
| 17.                                        | «Don't Be»                                                 | 2:40     |  |
| 18.                                        | «Morricone»                                                | 4:50     |  |
| 19.                                        | «Me, White Noise (Alternate Version)»                      | 6:44     |  |
| 20.                                        | «Some Glad Morning (Fan Club Single)»                      | 4:19     |  |
| 21.                                        | «Don't Be (Acoustic Mix)»                                  | 2:39     |  |
| 22.                                        | «Sweet Song (Demo)»                                        | 3:50     |  |
| 23.                                        | «Caravan (XFM Session)»                                    | 4:15     |  |
| 24.                                        | «End of a Century (XFM Session)»                           | 2:41     |  |
| 25.                                        | «Good Song (XFM Session)»                                  | 3:31     |  |
| 26.                                        | «Out of Time (XFM Session)»                                | 3:36     |  |
| 27.                                        | «Tender (XFM Session)»                                     | 6:21     |  |
| 28.                                        | «Crazy Beat (Jo Whiley BBC Session)» (Bonus track japonés) | 3:12     |  |

Notas de los bonus tracks
- 14 y 15 del single Out Of Time
- 16 y 17 del single Crazy Beat
- 18 y 19 del single Good Song
- 20 del sencillo del club de fans Some Glad Morning
- 21 y 22 del CD exclusivo de 5 pistas de The Observer
- 23 al 28 de la sesión de Zoë Ball XFM, 8 de octubre de 2003 y no se publicaron anteriormente.

## Personal

### Blur
- Damon Albarn - voz principal y de acompañamiento, guitarras, teclados, productor
- Alex James - bajo, coros, producción
- Dave Rowntree - batería, programación de batería, coros, guitarra en "On the Way to the Club", producción

### Músicos y productores adicionales
- Paul Wood - bongos
- Bezzari Ahmed -  rabab
- Moullaoud My Ali - oud
- Mohamed Azeddine - oud
- Norman Cook - productor  (pista 3 y 12)
- Jason Cox - asistente de producción,  ingeniero
- Graham Coxon - guitarras en "Battery in Your Leg"
- Phil Daniels - coros en "Me, White Noise"
- James Dring - ingeniero, programación de batería adicional
- Ben Hillier - productor, ingeniero, percusión
- Gueddam Jamal - violonchelo, violín
- Abdellah Kekhari - violín
- Ait Ramdan El Mostafa -  kanoun
- Desyud Mustafa - arreglo orquestal
- El Farani Mustapha - tere
- Dalal Mohamed Najib -  darbouka
- Hijaoui Rachid - violín
- M. Rabet Mohamid Rachid - violín
- Mike Smith - saxofón
- Kassimi Jamal Youssef - oud
- William Orbit - productor  (pista 10)

## Listas

### Listas semanales
| Lista (2003)                | Posición |
| --------------------------- | -------- |
| 30                          | 30       |
| 19                          | 19       |
| 19                          | 19       |
| 9                           | 9        |
| 11                          | 11       |
| 52                          | 52       |
| European Albums (Billboard) | 3        |
| 15                          | 15       |
| 11                          | 11       |
| 8                           | 8        |
| 3                           | 3        |
| 4                           | 4        |
| Japanese Albums (Oricon)    | 14       |
| 27                          | 27       |
| 18                          | 18       |
| 28                          | 28       |
| Spanish Albums (PROMUSICAE) | 31       |
| 44                          | 44       |
| 9                           | 9        |
| 1                           | 1        |
| 56                          | 56       |

### Listas de fin de año
| Lista (2003)    | Posición |
| --------------- | -------- |
| UK Albums (OCC) | 93       |

### Certificaciones
| Región                                                          | Certificación | Ventas   |
| --------------------------------------------------------------- | ------------- | -------- |
| Reino Unido (BPI)                                               | Oro           | 100,000^ |
| Resúmenes                                                       |               |          |
| ^ Las cifras de envíos se basan únicamente en la certificación. |               |          |